# Montezumia grossa
Montezumia grossa är en stekelart som beskrevs av Willink 1982. Montezumia grossa ingår i släktet Montezumia och familjen Eumenidae. Inga underarter finns listade i Catalogue of Life.